# Хашар
Хашар (тадж. ҳашар; перс. < арабск. — «совместный труд, благотворительность») — термин, вошедший в таджикский и тюркские языки и имевший в разное время различные значения.
В средневековом Иране понятие обозначало трудовую повинность для постройки больших зданий, оросительных каналов, оборонных работ, охотничьих облав, и в этом значении используется, например, Абу-ль-Фазлом Бейхаки (XI в.). Авторы XII — начала XIII века (Шариф Мухаммад Мансур Мубаракшах в трактате «Правила ведения войны и мужество», Равенди) называют хашаром ополчение, нерегулярную армию. В источниках эпохи монгольских завоеваний под хашаром понимались пленные, используемые при осаде крепостей для подкопов, создания осадных валов, а также как живой щит.

…Когда подошло войско [противника], то взять [эту] крепость сразу не удалось, благодаря тому что стрелы и камни катапульт [манджаник] не долетали [до неё]. Туда погнали в хашар молодых мужчин Ходженда и подводили [им] подмогу из Отрара, городов [касабэ] и селений, которые были уже завоёваны, пока не собралось пятьдесят тысяч человек хашара [местного населения] и двадцать тысяч монголов. Их всех разделили на десятки и сотни. Во главу каждого десятка, состоящего из тазиков, был назначен монгол, они переносили пешими камни от горы, которая находилась в трех фарсангах, и ссыпали их в Сейхун.— Рашид ад-Дин о борьбе монголов с Тимур-меликом 
Затем этот термин стал означать взаимопомощь путём предоставления рабочего скота и рабочей силы, день добровольного безвозмездного труда, помощь одному из членов общины в постройке или ремонте (ср. толока, зиу).
В современном Узбекистане хашар означает то же, что субботник — безвозмездная уборка территории силами граждан. Он проводится минимум два раза в год — перед Наврузом (21 марта) и Днем независимости (1 сентября). Методом хашар также строятся чайханы, восстанавливаются мечети. В современном Таджикистане методом хашар строят, в частности, школы. В Казахстане этот термин и обычай известен под названием «асар».